# Akodontini
Tribu
Les Akodontini forment une tribu de rongeurs d'Amérique du Sud appartenant à la sous-famille des Sigmodontinae. Elle comprend au moins 106 espèces appartenant à 19 genres.
Elle comprend les genres suivants
- Akodon
- Bibimys
- Blarinomys
- Brucepattersonius
- Deltamys
- Juscelinomys
- Kunsia
- Lenoxus
- Necromys (autrefois Bolomys ou Cabreramys)
- Oxymycterus
- Podoxymys
- Scapteromys
- Thalpomys
- Thaptomys

Chalcomys, Hypsimys, et Microxus ont été regroupés dans le genre Akodon.